# Konträr
Konträr (Kontrarietät; aus französisch contraire „gegensätzlich“) stehen in der Logik zwei Begriffe, Urteile oder Aussagen, die sich gegenseitig ausschließen. Diese Beziehung ist zu unterscheiden von der Kontradiktion.

## Allgemeines
Durch die Nichtsetzung des einen konträren Begriffes ist die Setzung des anderen nicht bedingt, z. B. etwas „Grünes und Rotes“: was rot ist, kann zwar nicht grün, keineswegs aber muss, was nicht rot ist, deshalb schon grün sein. Zwei konträre Urteile über einen Gegenstand können also nicht gleichzeitig wahr sein. Es können aber beide falsch sein.
Der wichtige Sonderfall der polaren Kontrarietät liegt dann vor, wenn in einer Reihe koordinierter Begriffe, Urteile oder Aussagen diese am weitesten voneinander abstehen und die größtmöglichen Unterschiede aufweisen. Die Unterscheidung zwischen polarer Kontrarietät und Kontradiktion ist mitunter schwierig.

## Kontrarietät bei Aristoteles
Die Kontrarietät ist für Aristoteles eine Art der Verschiedenheit (altgriechisch διαφορά, Diaphora). Er plädierte bei der Kontrarietät für eine den beiden Gliedern gemeinsame Gattung. Dabei unterschied er zwischen konträren Gliedern mit gemeinsamer Gattung (Schwarz und Weiß mit der Gattung Farbe), Gliedern mit konträren Gattungen (Gerechtigkeit mit der Gattung Tugend, Ungerechtigkeit mit der Gattung Laster) und Gliedern, die selbst Gattungen sind (Gutes und Schlechtes).

## Beispiel
Beispielsweise schließen sich „Schwarz“ und „Weiß“ gegenseitig aus, ihnen gemeinsam ist jedoch der übergeordnete Gattungsbegriff „Farbe“. Konträr sind Begriffe, Urteile oder Aussagen, die den größtmöglichen Gegensatz bezeichnen, jedoch noch ein drittes Urteil als möglich erlauben. Es handelt sich um einen so genannten polar-konträren Gegensatz, bei dem die Begriffe die (relativen) Endpunkte einer abgestuften Skala darstellen.
Als subkonträren Gegensatz bezeichnet man in der klassischen Logik den logischen Gegensatz zwischen Aussagen, die nicht beide falsch, wohl aber zugleich wahr sein können, die Falschheit der einen daher die Wahrheit der anderen impliziert. So sind einige Vögel Zugvögel, einige Vogelarten sind jedoch keine Zugvögel. 